# Ruperra Castle

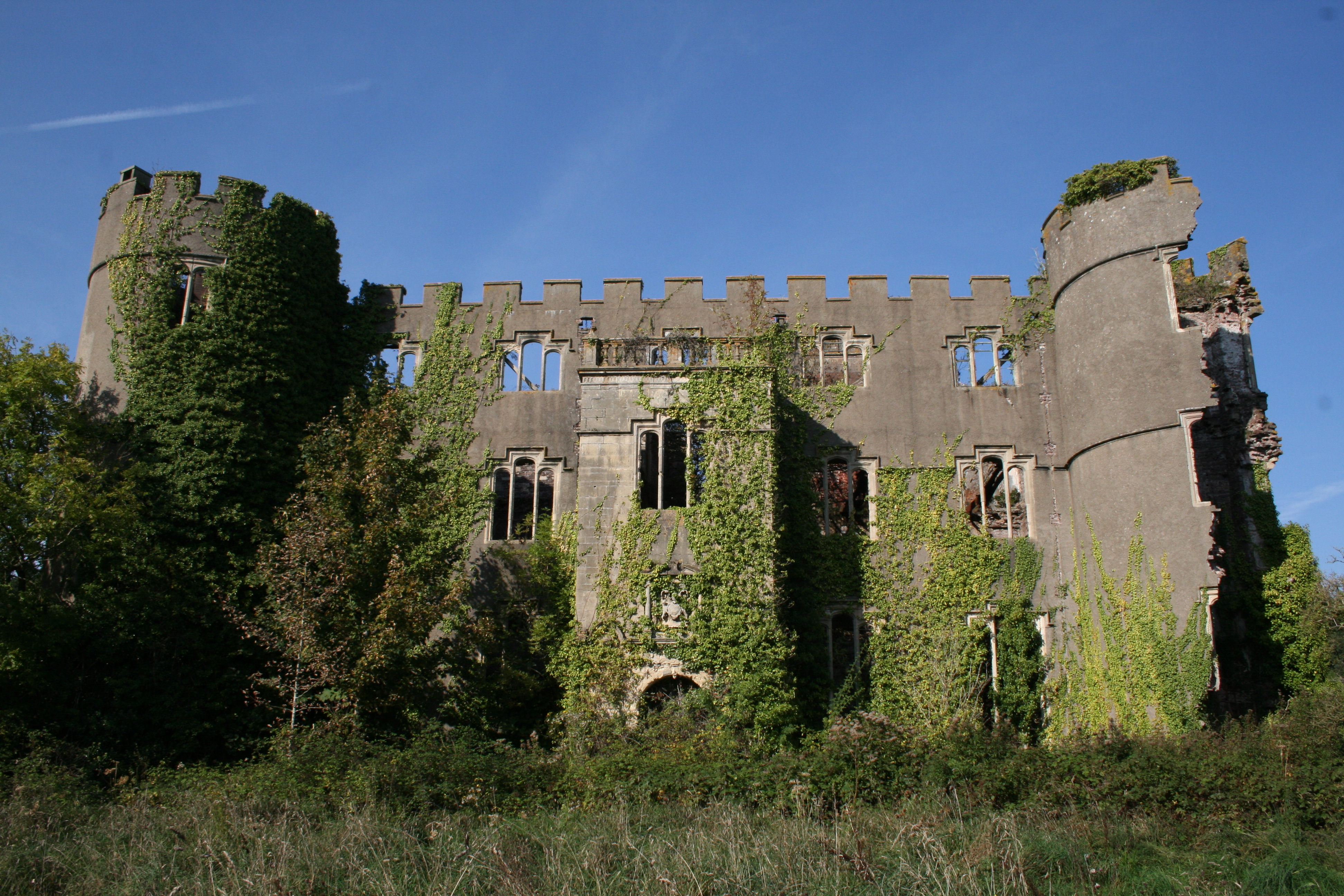
Die Ruine von Ruperra Castle. Fotografie von 2011

Ruperra Castle ist die Ruine eines Herrenhauses in Caerphilly County Borough in Wales. Die als Kulturdenkmal der Kategorie Grade II* und als Scheduled Monument geschützte Ruine liegt etwa 2,5 km östlich des Dorfes Rudry zwischen den Städten Caerphilly und Newport.

## Geschichte
Das Herrenhaus wurde um 1626 von Sir Thomas Morgan, Verwalter des Earl of Pembroke, errichtet. Während des Englischen Bürgerkriegs besuchte König Karl I. nach der Niederlage in der Schlacht von Naseby das Herrenhaus. Nach dem Tod von John Morgan 1715 erbte dessen gleichnamiger Neffe John Morgan das Anwesen, das danach im Besitz der Familie Morgan of Tredegar blieb. Ab etwa 1782 diente es jeweils als Wohnsitz des Erben der Familiengüter. 1785 wurde das Gebäude durch einen Brand schwer beschädigt und danach unter Leitung von Thomas Hardwick wieder aufgebaut. Ab den 1920er Jahren wurde das Herrenhaus nur noch selten genutzt. Nach der Evakuierung von Dünkirchen während des Zweiten Weltkriegs waren britische Truppen in dem Haus untergebracht. Im Dezember 1941 brannte das Anwesen aus. 1962 wurde die Ruine und der dazugehörende Grundbesitz, der nun landwirtschaftlich genutzt wurde, verkauft. Die Ruine des Herrenhauses ist seit dem 8. Mai 1964 als Kulturdenkmal geschützt, verfällt aber weiter. Der Südostturm brach 1982 großteils zusammen. Seit 1996 bemüht sich der Ruperra Castle Conservation Trust um den Erhalt der Ruine und des umgebenden Parks.

## Anlage

### Herrenhaus
Das Herrenhaus liegt auf einer Anhöhe über dem Rhymney Valley. Die nahezu quadratische Anlage mit zinnengekrönten, runden Ecktürmen gilt als eines der letzten Herrenhäuser, die als burgartiges Anwesen im Jakobinischen Stil errichtet wurde, und als eines der wichtigsten Renaissancebauwerke in Südwales. Der Entwurf ähnelt dem der um 1580 errichteten Wollaton Hall in Northamptonshire und des um 1608 errichteten Lulworth Castle in Dorset. Als eines der ersten Gebäude in Glamorgan wurde das Herrenhaus zu großen Teilen aus Ziegelsteinen errichtet, die jedoch später verputzt wurden und von außen nicht sichtbar sind. Die Fassaden des dreigeschossigen Herrenhauses haben jeweils fünf regelmäßige Fensterachsen, wobei die Fenster in der Höhe und Breite variieren. Der Haupteingang an der Südseite wird durch einen zweigeschossigen, mit Bath Stone verblendeten und mit einem Wappen und Gesims verzierten Eingangsvorbau betont. Nach dem Brand von 1785 wurden die Giebel an der Süd- und Ostfassade durch eine zinnengekrönte Dachbrüstung ersetzt. Nach 1909 ließ Courtenay Morgan an der Ost- und an der Westfassade weitere Vorbauten anbauen. Von der Inneneinrichtung sind durch den Brand und den folgenden jahrelangen Verfall nur wenige Reste wie eine Feuerstelle der Küche erhalten.

### Garten und Park
Im 17. Jahrhundert war das Anwesen von einem Jagdpark umgeben. Im 19. und 20. Jahrhundert war das Herrenhaus von einem Garten umgeben, der in einen über 64 ha großen Landschaftspark überging. Nach Süden und Osten führen Sichtachsen über das Tal des Rhymney bis nach Tredegar House, dem früheren Hauptsitz der Familie Morgan bei Newport. Im Norden des Herrenhauses liegt ein Waldgebiet, in dem nordöstlich Ruperra Motte, eine mittelalterliche Burgstelle liegt. Auf dem Gipfel des Burghügels wurde im 18. Jahrhundert ein Sommerhaus errichtet.

### Wirtschaftsgebäude und Stallungen
Nördlich des Herrenhauses liegen die ehemaligen Wirtschaftsgebäude, die vermutlich nach 1785 errichtet wurden, um 1910 aber erheblich umgebaut wurden. Die zweigeschossige, auf U-förmigen Grundriss erbaute Anlage ist als Kulturdenkmal der Kategorie Grade II geschützt. Nachdem die alten Stallungen in den 1890er Jahren durch einen Brand zerstört wurden, wurden um 1910 die neuen Stallungen und ein Kutschenhaus nördlich der Wirtschaftsgebäude errichtet. Die zweigeschossige, vierflügelige Anlage wurde um einen Innenhof errichtet, in den eine tonnengewölbte Durchfahrt führt. Die Durchfahrt ist übergiebelt, das Dach darüber besitzt einen Dachreiter. Östlich der Stallungen schloss sich der ummauerte Küchengarten an. Die als Kulturdenkmal der Kategorie Grade II geschützten ehemaligen Stallungen sind ungenutzt und verwahrlost.